# Chiesa di Nostra Signora della Neve (Genova)
La chiesa di Nostra Signora della Neve è un edificio religioso italiano, sito nel quartiere genovese di Bolzaneto, in val Polcevera. La sua comunità parrocchiale fa parte del vicariato "Bolzaneto - Sant'Olcese – Serra Riccò" dell'arcidiocesi di Genova.
La chiesa è sottoposta dal 2007 a vincolo da parte della soprintendenza della Liguria.

## Storia
La prima chiesa intitolata a Nostra Signora della Neve fu edificata nel Trecento come succursale della parrocchia di San Felice di Brasile, ristrutturata nel XVII secolo e completamente riedificata nel 1857, subito dopo il trasferimento del titolo parrocchiale da Brasile a Bolzaneto (1855). Demolita negli anni cinquanta del Novecento è stata riedificata in un sito poco distante da quello originario.

### Chiesa antica

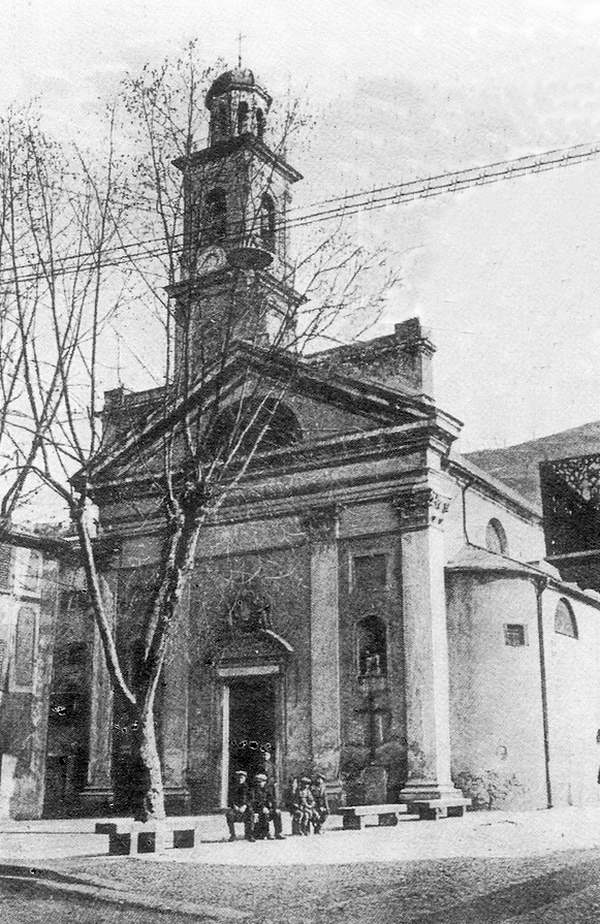
La vecchia chiesa di Nostra Signora della Neve in un'immagine del primo Novecento

All'inizio del Trecento un sacerdote locale, la cui famiglia possedeva dei terreni nella zona, un certo Mario Berterio (o Bertieri), in un lascito testamentario datato 20 novembre 1307 dispose che nel borgo fosse costruita una piccola chiesa, dedicata a Nostra Signora della Neve.
Don Bertieri volle questa intitolazione perché durante un suo viaggio a Roma in occasione del Giubileo del 1300, aveva avuto modo di ammirare un'immagine della Madonna della Neve, restandone particolarmente colpito.
La chiesa sorgeva al margine del borgo di Bolzaneto, che si trovava sulla riva del Polcevera, ai piedi della collina di Brasile, in uno dei pochi luoghi nel fondovalle relativamente al riparo dalle frequenti alluvioni provocate dal torrente. L'abitato di Bolzaneto era allora costituito da poche case di contadini, di misera condizione sociale, perché lontani dalle vie commerciali, che allora correvano sulle alture.
La costruzione di questo edificio sacro, completata nel 1316, era molto sentita dagli abitanti del piccolo borgo rurale, che potevano così evitare la disagevole salita fino alla chiesa parrocchiale di San Felice di Brasile per partecipare alle funzioni religiose.
Successivamente, di questa piccola e modesta chiesa, gravemente danneggiata nel 1336 dagli scontri di fazione tra guelfi e ghibellini che si contendevano il vicino castello, non si hanno più notizie fino al 1582, quando ricompare nelle citazioni del visitatore apostolico Francesco Bossi. Nel 1676, grazie a due benefattori locali, Stefano Grondona e Filippo Salata, la vecchia cappella fu demolita ed al suo posto costruita una chiesa più grande, probabilmente per l'aumento della popolazione nel borgo.

#### L'erezione in parrocchia e il rifacimento ottocentesco
A metà dell'Ottocento, con lo sviluppo urbanistico del fondovalle, divennero maturi i tempi per il trasferimento del titolo parrocchiale dalla chiesa di San Felice di Brasile a quella di Bolzaneto. La richiesta fu avanzata dal consiglio comunale di Brasile nel 1850, ma fu accolta dell'arcivescovo di Genova Andrea Charvaz solo il 19 gennaio 1856, due anni dopo il trasferimento della sede municipale da Brasile a Bolzaneto. Con il trasferimento, il titolo di San Felice Papa fu aggiunto a quello di N.S. della Neve, mentre la chiesa di Brasile, divenuta dipendenza della nuova parrocchia, fu intitolata a N.S. del Buon Consiglio.
La cappella seicentesca, ora parrocchiale, era nel frattempo divenuta inadeguata per una popolazione in costante aumento. Si rese così necessaria una nuova edificazione nel 1857, subito dopo il trasferimento del titolo parrocchiale, per adeguarne la capienza e l'aspetto architettonico. Dopo la costruzione del corpo principale dell'edificio per potervi svolgere le funzioni religiose, i lavori di completamento si protrassero per diversi anni e vennero ultimati solo intorno al 1875 con l'innalzamento del campanile (1866), la decorazione della facciata e le rifiniture interne. In occasione di questa riedificazione, la chiesa fu abbellita con gli altari, le statue e i marmi provenienti dalla soppressa chiesa di Santo Spirito in Bisagno.
Negli anni novanta dell'Ottocento divenne sede vicariale, con sottoposte le parrocchie di San Pietro Apostolo di Cremeno, San Martino di Murta e Santo Stefano in Geminiano.
La chiesa, affacciata su un ampio sagrato, aveva una sola navata, con quattro cappelle dedicate ad altrettanti titoli con i quali è venerata la Madonna: Madonna della Guardia, quella della Misericordia, di Lourdes e Addolorata.
Dopo la demolizione nel 1960, unica traccia del luogo di culto restava una porzione del sagrato in ciottoli bianchi e neri, il tipico risseu ligure, rimasta visibile fino al 2017, quando per motivi di viabilità fu recuperata e spostata nel cortile della Villa Ghersi-Carrega, sede del Municipio V Valpolcevera.

### Chiesa moderna

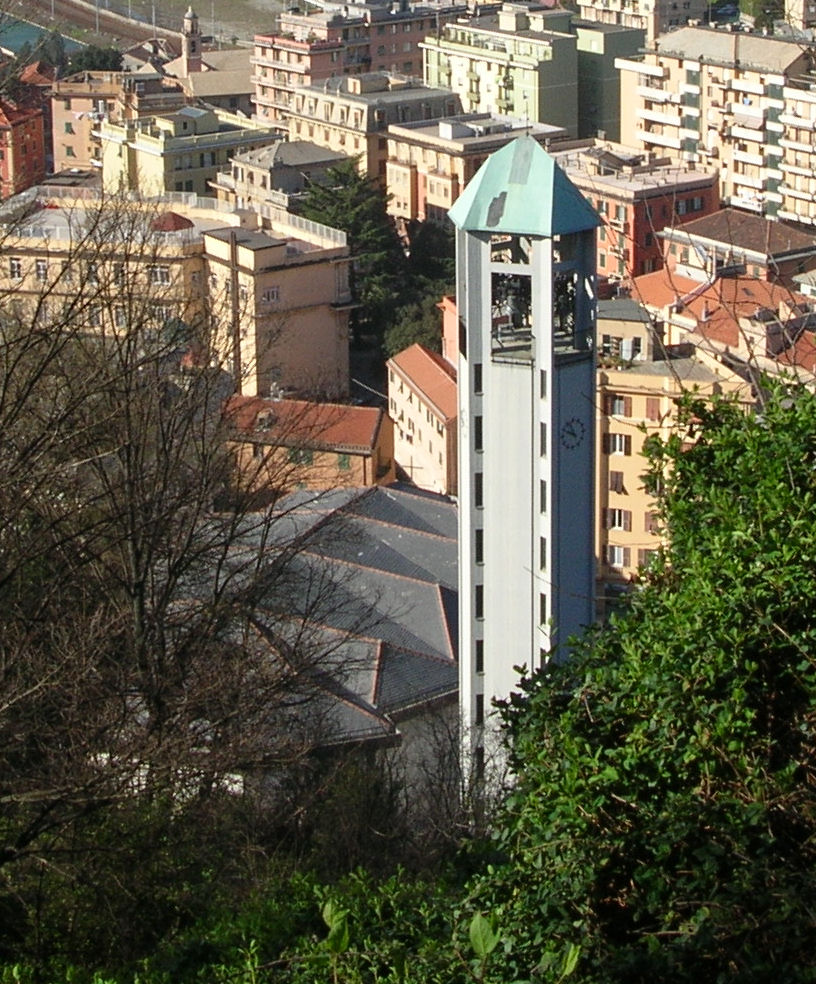
il campanile visto da Brasile

La chiesa moderna non occupa più il sito originario presso il borgo vecchio di Bolzaneto, raccolto intorno alla Piazza detta "del prione" (ora Piazza Savi). L'edificio, più imponente del precedente, fu costruito negli anni cinquanta del Novecento a poca distanza, in una posizione più vicina al nuovo centro del quartiere; la prima pietra fu posta alla presenza del cardinale Giuseppe Siri il 17 giugno 1956; la chiesa fu dallo stesso consacrata il 23 dicembre 1960.
La chiesa, con l'altissimo campanile, ben visibile da tutto il quartiere, ha un'unica ampia aula a pianta ellittica, preceduta da un atrio che accoglie l'ingresso principale. Le strutture portanti e la soletta di copertura sono in calcestruzzo armato, con tamponamenti in mattoni nelle pareti laterali.
All'interno sono stati integrati gli altari in stile barocco, gli arredi, i quadri e le sculture della vecchia chiesa. Dei quattro altari laterali, due conservano la dedica alla Madonna della Guardia e alla Madonna di Lourdes, mentre gli altri due sono dedicati al Sacro Cuore di Gesù e a San Giuseppe.
L'altare maggiore è sormontato da un alto baldacchino in acciaio, di fattura moderna. Ai lati dell'altare maggiore sono collocati due grandi quadri di Paolo Gerolamo Piola (Conversione di San Paolo e Abramo che riceve i tre angeli). Sulla destra, all'interno della navata, presso la porta d'ingresso, si trova un dipinto raffigurante il Cristo morto, di Giulio Cesare Procaccini.